# Trophée des champions 2022 (handball)
Navigation
Trophée des champions 2019 Trophée des champions 2023
Le Trophée des champions 2022 est la onzième édition du Trophée des champions, compétition française de handball organisée par la Ligue nationale de handball. Après deux années de suspension à cause de la pandémie de Covid-19, la compétition fait son retour au Futuroscope le 3 septembre 2022.
Le HBC Nantes remporte la compétition aux dépens du Paris Saint-Germain Handball, tenant du titre.

## Équipes engagées
Deux équipes participent à cette compétition :
- le Paris Saint-Germain Handball, champion de France ;
- le HBC Nantes, vainqueur de la coupe de Coupe de la Ligue.

## Résultat
| 3 septembre 2022 20h00 | HBC Nantes            | 37 - 33   | Paris Saint-Germain Handball | Arena Futuroscope, Futuroscope |
| 3 septembre 2022 20h00 | Valero Rivera; 8 buts | (17 - 19) | trois joueurs, 5 buts        | Arena Futuroscope, Futuroscope |
| 3 septembre 2022 20h00 | ×0 ×4                 | Rapport   | ×0 ×2                        | Arena Futuroscope, Futuroscope |